# Fezan
Fezan (berbersko ⴼⵣⵣⴰⵏ, latinizirano: Fezzan; arabsko فَزَّان, latinizirano: Fazzān, [fazˈzaːn]; latinsko Phazania) je jugozahodna regija sodobne Libije. Večinoma je puščava, vendar je razčlenjena z gorami, vzpetinami in suhimi rečnimi dolinami (vadiji) na severu, kjer oaze starodavnim mestom in vasem omogočajo preživetje v sicer negostoljubni puščavi Sahara. Izraz se je prvotno nanašal na deželo onkraj prokonzularnega obalnega pasu Afrike, vključno z Nafuso in se razteza zahodno od sodobne Libije čez Ouarglo in Illizi. Ko so ta berberska območja začela povezovati z regijami Tripolis, Cirta ali Alžir, se je to ime vedno bolj uporabljalo za sušna območja južno od Tripolitanije.
Po ustanovitvi Libije leta 1934 je bila provinca Fezan določena kot ena od treh glavnih provinc v državi, poleg province Tripolitanija na severu in province Cirenajka na severovzhodu.

## Etimologija
V berberskih jezikih Fezan (ali ifezzan) pomeni 'grobo kamenje'. Fezan bi lahko bil tudi izpeljanka iz grškega imena regije Fasania ali Fazania, kar bi lahko pomenilo 'dežela fazanov'.

## Geografija
Fezan je velik (551.170 km2 (po drugih podatkih 684.280 km2), s populacijo 413.005 prebivalcev (od leta 2003). Na zahodu meji na Alžirijo, na jugu pa na Niger in Čad. Najpomembnejša kraja sta Murzuk in Sabha. Slednji je upravno središče za Fezan in je v tej vlogi zamenjal Murzuk. Druga pomembna mesta so Ghadames in Ghat. Na 816 metrih nadmorske višine je Džabal al Hasavinah najvišja točka v Fezanu.
Iz geološkega vidika je tektonska udorina, zapolnjenz 2000 do 5000 m debelimi plastmi mezozoiskih in terciarnih apnencev peščenjakov in skrilavcev (velika nahajališča nafte). Na površju prevladujejo kredni apnenci in peščenjaki s širnimi puščavskimi ravniki z izrazitimi strukturnimi stopnjami in osamelci. Med njimi so obsežne kotanje v katerih so izviri podtalnice, kjer so nastale oaze. Med oaza mi so obsežne kamnite  (hamada) in gruščnate (serir) puščave.
Fezan na severu prečka dolina aš-Šati (vadi Al Šatii), na zahodu pa vadi Iravan. Ti dve območji sta skupaj z deli gorovja Tibesti, ki prečkajo čadsko mejo, in številnimi oddaljenimi oazami in mejnimi prehodi edina dela Fezana, ki lahko podpirajo naseljeno prebivalstvo. Regija je v bistvu prekrita s peščenimi, prodnimi in kamnitimi puščavami, znanimi kot erg. Največji del zavzemata dve peščeni puščavi Idehan Ubari in Idehan Murzuk.
Libijska vlada si prizadeva za razvoj regije s širitvijo infrastrukture in vzpostavitvijo namakalnih sistemov. Nevarnost zasoljevanja tal je velika. V Libiji ni celoletnih rek, obstajajo pa obsežni vodonosniki, ki vodijo do arteških vodnjakov in izvirov.
Do leta 2007 je bilo šest od 32 libijskih občin na območju nekdanje glavne province Fezan:
| Nr. | arabsko شعبية‎       | Schaʿbiyya   | Štev. prebivalcev 2003 | Površina km² |
| --- | ------------------- | ------------ | ---------------------- | ------------ |
| 6   | arabsko الجفرة‎      | al-Dšufra    | 45.117                 | 117.410      |
| 17  | arabsko غات‎         | Ghat         | 22.770                 | 72.700       |
| 20  | arabsko مرزق‎        | Murzuk       | 68.718                 | 349.790      |
| 27  | arabsko سبها‎        | Sabha        | 126.610                | 15.330       |
| 30  | arabsko وادي الحياة‎ | Vadi al-Haja | 72.587                 | 31.890       |
| 31  | arabsko وادي الشاطئ‎ | Vadi aš-Šati | 77.203                 | 97.160       |
|     | arabsko فزان‎        | Fezan        | 413.005                | 684.280      |

## Zgodovina
Pred približno 400.000 in spet pred 200.000 leti je ogromno jezero napolnilo današnjo porečje Sahare, v paleolitiku pa je bilo v regiji Fezan mega jezero. Projekt Sahara Megalakes predvideva, da ima Megafezan v regiji Vadi Šati največjo površino 130.000 ± 7000 km2 s povodjem 350.000 km2. Jezera so izginila pred približno 3000 leti. V pesku še danes ležijo fosilizirane školjke in morski polži. Arheološke raziskave v 2000-ih so našle orodja, npr. ročne sekire in druge kamenodobne predmete. Med vrtanjem v 1950-ih so naftne družbe odkrile ogromna nahajališča fosilne vode iz podzemnih jezer, ki so nastala po najnovejši ledeni dobi, pred 20.000 do 30.000 leti. Danes ima Libija še vedno zaloge fosilne vode pod puščavskim dnom, ocenjene na 37.500 milijard m3. Tista Mandarska jezera, ki imajo stalno vodo, se verjetno napajajo z arteškim pritiskom iz teh virov in se zato ne zamuljujejo.
Pokrajino že od pradavnine poseljujejo berberska ljudstva. Do 5. stoletja pr. n. št. so Grki spoznali Garamante. Čeprav Rimljani niso osvojili Fezana, so se lotili pohodov v Saharo in verjetno dosegli območja ob Čadskem jezeru pod Maternusom okoli leta 100 našega štetja.
Z napredovanjem islama in uvedbo kamel se je čezsaharska trgovina razmahnila, pri čemer se je Murzuk uveljavil kot pomembno trgovsko središče. Po priselitvi Arabca Banu Sulajma so se skupine arabskega prebivalstva pomešale z Berberi.
Potem ko je bil Fezan v 13. stoletju začasno pod vladavino Kanem-Bornuja, je država v 16. stoletju prišla pod ohlapno oblast Osmanov in Karamanlijev. Leta 1914 so Italijane, ki so se leta 1911 izkrcali v Libiji, izgnali Senusi s turško podporo. Ko je Italija leta 1923 osvojila Libijo, je leta 1930 pokorila tudi plemena Fezana. Od leta 1943 je Fezan (francosko Fezzan) okupirala Francija, leta 1946 pa je bil skupaj s provinco Ghadames pod vojaško upravo. Francosko upravo so večinoma izvajali ugledni fezani iz družine Sajf Al Nasr. Zaskrbljujoča za plemena v zahodnem Fezanu je bila upravna priključitev Ghata in njegove okolice Alžiriji pod francosko oblastjo.  
Od leta 1948 do 1951 sta bili francoski vojaški upravi obeh regij ponovno ločeni. Od leta 1951 je Fezan - skupaj s Tripolitanijo in Cirenajko - tvoril neodvisno Libijo.

### Državljanska vojna v Libiji
Fezan je bil oporišče libijskega voditelja Moamerja Gadafija v večjem delu libijske državljanske vojne leta 2011, čeprav so se julija proti Gadafiju začele krepiti sile, ki so sredi do konca septembra prevzele nadzor nad največjim mestom v regiji Sabha.
Zaradi državljanske vojne je leta 2018 nastalo gibanje Fezzan Rage ali Anger of Fezzan. Decembra 2018 je v znak protesta proti zapostavljenosti južne regije Fezan, ki se kaže v pomanjkanju infrastrukture in pogostih izpadih električne energije, zasedla naftni polji El Feel in El-Šarara. Zagrozila je, da bo to dejanje ponovila. Organizacija Fezzan Libya je bila ustanovljena leta 2012 za vzpostavitev lokalnih upravnih struktur in stikov s preostalim delom Libije, ki jo podpirata Program Združenih narodov za razvoj in USIP.
Poleg provladnih milic na severu Fezana delujejo tuareške milice na zahodu onkraj meje z Alžirijo in milice Tubu na jugovzhodu čez meje z Nigrom in Čadom ter sudanski plačanci (od leta 2019). Zavezništvo vzhodne libijske vojske generala Haftarja je prav tako vstopilo v Fezan.
V Fezanu so naftne vrtine, ki lahko proizvedejo 400.000 sodov na dan, vendar naftna podjetja prihajajo z osebjem iz severne Libije. Lokalna plemena ne dobivajo denarja od trgovine z nafto, zato so se obrnila k tihotapljenju migrantov iz drugih delov Afrike, kar hrani evropsko migrantsko krizo in je industrija vredna milijardo dolarjev na leto.